# Bykovos flygplats
Bykovos flygplats (BKA) var en liten regional flygplats belägen 35 km sydöst om Moskva vid Ryazan-motorvägen och järnvägen nära staden Zhukovsky i Ryssland. Landningsbanans längd är 2 210 m. Flygtrafiken avslutades i oktober 2010 och år 2011 revs terminalen till flygplatsen. Den betjänade huvudsakligen korta inrikesflyg på grund av dess korta landningsbana.

## Historik
Bykovo flygplats öppnade första gången 1933 och hade först en gräsbana. Under andra världskriget byggdes den om (1 000 × 80 m, stensatt). År 1960 byggdes den om igen och 1975 byggdes terminalbyggnaden (kunde betjäna 400 passagerare per timme). Under 1975 betjänade den 1,5 miljoner passagerare. Flygplatsen var då bas för avdelningen för charterflyg i Centre-Avia.
Den 18 oktober 2010 upphörde passagerarverksamheten på flygplatsen på grund av att hyresvillkoren med förvaltningsbolaget löpte ut. År 2011 revs terminalbyggnaden.
Flygplatsen delade sin mark med Bykovo Aircraft Repair Facility, specialiserad på reparationer och översyn av Soloviev D-30 turbopropplan och fabriken fortsätter att använda landningsbanan för lastleveranser.
Den nya Zhukovsky International Airport (a.k.a. Ramenskoye) ligger omkring fem kilometer sydost om Bykovo Airport.